# Vegreville
Vegreville [ˈvəgɹəˌvɪl]  ist eine Kleinstadt in der kanadischen Provinz Alberta. Sie liegt circa 100 km östlich von Edmonton in der Region Zentral-Alberta am Vermilion River. Der  Verwaltungsbezirk (der „Municipal District“) County of Minburn No. 27 hat seinen Sitz in der Kleinstadt.
Vegreville wurde nach dem französischen Missionar Valentin Végréville benannt. Die Ansiedlung besteht seit Ende des 19. Jahrhunderts und wurde 1905 an ihre heutige Stelle verlegt als die Eisenbahnstrecke der Canadian Northern Railway gebaut wurde. Ein 1930 errichtetes Eisenbahngebäude, die „Vegreville Train Station“, gilt heute als von besonderem historischen Wert.
Der Großteil der Bewohner von Vegreville sind Nachfahren von ukrainischen Einwanderern. In Vegreville befindet sich das mit 9 m Länge weltgrößte Pysanka,  ein nach ukrainischer Art verziertes Osterei. Es ist aus Aluminium gefertigt und  wurde 1974 zur Feier des 100-jährigen Bestehens der Royal Canadian Mounted Police und   zur Erinnerung an die Besiedelung dieser Region durch Ukrainer  aufgestellt. Anfang Juli findet jedes Jahr das Pysanka-Festival statt.
Die Wirtschaft von Vegreville ist hauptsächlich von der Landwirtschaft geprägt.

## Demographie
Der Zensus im Jahr 2016 ergab für die Gemeinde eine Bevölkerungszahl von 5708 Einwohnern, nachdem der Zensus im Jahr 2011 für die Gemeinde noch eine Bevölkerungszahl von 5717 Einwohnern ergab. Die Bevölkerung hat dabei im Vergleich zum letzten Zensus im Jahr 2011 entgegen der Entwicklung in der Provinz leicht um 0,2 % abgenommen, während der Provinzdurchschnitt bei einer Bevölkerungszunahme von 11,6 % lag. Im Zensuszeitraum 2006 bis 2011 hatte die Einwohnerzahl in der Gemeinde noch etwas um 3,6 % zugenommen, während sie im Provinzdurchschnitt um 10,8 % zunahm.

## Verkehr
Die Gemeinde ist für den Straßenverkehr gut erschlossen und liegt am Alberta Highway 16A, welcher in Ost-West-Richtung die Gemeinde durchquert. Der Alberta Highway 16A ist eine Nebenstrecke des Alberta Highway 16, welcher als Yellowhead Highway hier die nördliche Route des Trans-Canada Highway darstellt und den Ort in einem kurzen Bogen umgeht. Obwohl die Gemeinde an einer Eisenbahnstrecke der Canadian Pacific Railway liegt, hält routinemäßig hier kein Zug. Der örtliche Flughafen (IATA-Code: -, ICAO-Code: -, Transport Canada Identifier: CEV3) liegt am nordöstlichen Stadtrand und hat nur eine asphaltierte Start- und Landebahn von 1220 m Länge.

## Söhne und Töchter der Stadt
- George Bures Miller (* 1960), kanadischer  Klang- und Installationskünstler sowie Filmemacher
- David Motiuk (* 1962), ukrainisch griechisch-katholischer Bischof von Edmonton
- Brent Severyn (* 1966), kanadischer Eishockeyspieler
- Beckie Scott (* 1974), kanadische Skilangläuferin